# Bilka, Horodenka
Bilka (în ucraineană Білка) este un sat în comuna Mîhalce din raionul Horodenka, regiunea Ivano-Frankivsk, Ucraina.

## Demografie
Componența lingvistică a localității Bilka
     Ucraineană (100%)
Conform recensământului din 2001, toată populația localității Bilka era vorbitoare de ucraineană (100%).